# Carlos Gassols
Carlos Ernesto Gassols Eizaguirre (Lima, 6 de noviembre de 1929) es un  primer actor, escritor y director de cine peruano. Además de contar una extensa trayectoria artística, es conocido por conducir el programa radial El invitado del aire en Radio Nacional.

## Reconocimientos
El 7 de agosto de 2009, recibió un homenaje en el XIII Festival de Cine de Lima.
El 30 de diciembre de 2010, Gassols fue condecorado con "La medalla de Lima" por su vasta trayectoria como artista en la Municipalidad de Lima.
En septiembre de 2011, Gassols ganó el premio al Mejor Actor en el Festival Internacional de Vladivostok “Pacific Meridian”, desarrollado en Rusia.
En 2022 recibió un premio Luces a su trayectoria, mientras realizaba una serie de pódcast para Radio Nacional.

## Filmografía

### Televisión
- Los hipócritas (1969)
- Gorrión (1994) como Don Saravia.
- Cosas del amor (1998) como Joaquín Casares.
- Luz María (1998)
- Qué Buena Raza (2002)
- Pobre diabla (2000) como Doctor.
- Divorcia2 (2005)
- Por la Sarita (2007) como Ángel.
- Magnolia Merino (2008–09) como Emilio.
- Clave uno: médicos en alerta 2 (2009) Actor invitado.
- Solamente milagros (2012), Episodio "Donde estás mamá" como Eleodoro Paredes.
- Al fondo hay sitio (2015) como Sergio Estrada, padre.
- Cumbia pop (2017) como Padre Juan.

### Películas
- Caídos del cielo (1990) como Lizardo.
- Reportaje a la muerte (1993)
- Tinta roja (2000) como Van Gogh.
- El bien esquivo (2001) como Obispo.
- Ojos que no ven (2003) como Don Lucho.
- Paloma de papel (2003) como Padre de reo.
- Jamás en línea recta (2003) como Abuelo (corto).
- Los herederos (2005) (corto).
- Interior bajo la izquierda (2008) como Viejo (corto).
- Motor y motivo (2009)
- Octubre (2010) como Don Fico.
- El limpiador (2013)
- Viejos amigos (2014)
- Atacada: la teoria del dolor (2015)
- Once machos (2017)
- Patapúfete (1967). Como investigador. Actuó con Pepe Biondi.

## Teatro
- 12 hombres en pugna (2013)
- Vivír es Formidable (2018)
- Cita a ciegas (2007)
- Vallejo (1992)

## Libros
- Mi Vida en el teatro (2015)

## Premios y nominaciones
| Año  | Premio                                                   | Categoría                                                        | Trabajo  | Resultado | Ref.  |
| ---- | -------------------------------------------------------- | ---------------------------------------------------------------- | -------- | --------- | ----- |
| 2011 | Festival Internacional de Vladivostok “Pacific Meridian” | Mejor actor                                                      | Octubre  | Ganador   |       |
| 2011 | Festival de Cannes                                       | Premio del jurado "Una cierta mirada" (Compartido con el elenco) | Octubre  | Ganador   |       |
| 2021 | Premios Luces                                            | Reconocimiento a su trayectoria                                  | El mismo | Ganador   | [ 7 ] |